# Voyage sans retour (film, 1940)
Pour les articles homonymes, voir Voyage sans retour.
Voyage sans retour ('Til We Meet Again) est un film américain réalisé par Edmund Goulding et sorti en 1940. 
C'est un remake du film Voyage sans retour de Tay Garnett sorti en 1932.

## Synopsis
De parfaits inconnus, Dan Hardesty et Joan Ames, se rencontrent par hasard dans un bar bondé de Hong Kong. Joan admire le cocktail Paradise que Dan vient de concocter. Il demande un autre verre et y verse la moitié de sa boisson. Dan quitte alors le bar mais est rapidement menotté par le lieutenant Steve Burke de la police de San Francisco, qui a passé un an à poursuivre Dan, un meurtrier condamné qui a sauté d'un train en direction de San Quentin pour y être pendu. Il emmène Dan sur un paquebot pour le voyage vers les États-Unis et alors qu'ils montent à bord, Dan saute dans l'eau toujours menotté au policier. Dans l'eau, il réussit à s'emparer des clés et se libère. Il commence à s'enfuir à la nage mais fait demi-tour pour sauver Steve, qui ne sait pas nager, avant de s'enfuir pour de bon. Dan est cependant repris par la police et mis à bord du navire. Rocky Rockingham T. Rockingham monte à bord du paquebot à la dernière minute avec Joan. Lorsqu'elle s'évanouit dans sa cabine, le médecin du navire apprend qu'elle est atteinte d'une maladie cardiaque fatale. Il lui conseille de retourner sur la terre ferme pour se ménager mais elle a l'intention de continuer à faire son tour du petit monde.
Une fois en mer, loin de la côte, Steve laisse à Dan la liberté de se promener sur le navire et ce dernier va directement au bar où il fait la rencontre de Rocky, un vieil ami. Il lui demande son aide alors que Joan entre dans le bar, avant d'être rejoint par une autre vieille ami de Dan, la Comtesse de Bresac, qui est en réalité Liz, une escroc formée par Dan lorsqu'elle était jeune. Celle-ci est toujours un peu amoureuse de lui et lorsqu'elle apprend la situation difficile dans laquelle il se trouve, elle s'occupe Steve.
Alors que le paquebot s'approche d'Honolulu pour y faire escale, Steve entend Joan et Dan planifier de passer le jour suivant sur la terre ferme. Il emmène Dan en cellule mais ce dernier assommer son geôlier avec une bouteille mais Steve réussit à prendre le dessus. La nuit, Liz glisse à Steve des somnifères et libère Dan. Lorsqu'il est repéré par Joan, il remet son affaire à plus tard pour aller à leur sortie. Sur le chemin du retour, Dan arrête la voiture de location avant qu'ils n'atteignent la jetée. Cependant, lorsque Joan s'effondre, Dan la ramène à bord. Le médecin du bateau informe du pronostic de Joan et Liz informe Dan, stupéfait, qu'il a encore le temps de s'enfuir. 
Pourtant Steve apparaît et met la main sur Dan. Le dernier soir, c'est la fête à bord du bateau et dans le bar, Dan et Joan se disent au revoir, partageant un dernier cocktail Paradise, tout en se promettant de se retrouver à Mexico au Palace Bar la veille du Nouvel An.
Le lendemain matin à San Francisco, le commissaire de bord adjoint informe un journaliste que Dan a passé beaucoup de temps avec Joan. Le journaliste s'introduit par ruse dans la cabine de Joan et lui révèle le sort de Dan. Frénétique, elle se précipite dehors et trouve Dan sur le pont. Ils se disent au revoir, chacun dissimulant ce qu'il sait de l'autre.
Au bar du Palace à Mexico, la foule célèbre le Nouvel An. Deux barmans entendent un bruit de verre brisé et se retournent pour trouver une paire de verres avec les tiges croisées sur le bar.

## Fiche technique
- Titre original : 'Til We Meet Again
- Autre titre : Voyage sans lendemain
- Réalisation : Edmund Goulding
- Scénario : Warren Duff d'après Robert Lord
- Direction artistique : Robert Haas
- Dates de sortie :
  - États-Unis, 13 avril 1940
- Durée : 99 minutes
- Directeur de la photo : Tony Gaudio

## Distribution
- Merle Oberon : Joan Ames
- George Brent : Dan Hardesty
- Pat O'Brien : Steve Burke
- Geraldine Fitzgerald : Bonny Coburn
- Binnie Barnes : Comtesse de Bresac
- Frank McHugh : Rockingham T. Rockingham
- Eric Blore : Sir Harold Pinchard
- Henry O'Neill : Dr. Cameron
- George Reeves : Jimmy Coburn
- Frank Wilcox : Asst. Purser
- Doris Lloyd : Louise
- Marjorie Gateson : Mrs. Hester
- Regis Toomey : Freddy
- William Halligan : Bartender on Boat
- Victor Kilian : Herb McGillis
- Mary Anderson
- Robert Homans : Policier